# Miloš Milošević (glumac)
Miloš Milošević (ćir.: Милош Милошевић; Knjaževac, 10. svibnja, 1937. – Los Angeles, California, 1. listopada, 1968.), bio je glumac, dvojnik i tjelohranitelj filmskog glumca Alaina Delona.

## Mladost
U ranim 1950-im, Miloš Milošević i njegov prijatelj Stevan Marković bili su uključeni u ulične tuče u Beogradu.  Sreli su Alaina Delona 1962. godine, koji je u to vrijeme bio vrlo mlad filmski glumac na snimanju filma Marco Polo u Beogradu. Delon je prvo uposlio Miloša Miloševića a kasnije i Stevana Markovića kao tjelohranitelje. Milošević kasnije seli u Hollywood,u Californiu. Tamo je upoznao gangstera Nikolu Milinkovića. Milinković daje Miloševiću 200 000 dolara da se bori u uličnim borbama, i na taj način zarađuje 2 mil. dolara.

## Hollywood
Kao mladi glumac, Milošević je poznat po ulozi u komediji iz 1966., Rusi dolaze, Rusi dolaze u kojem je glumio ruskog časnika, kao i za ulogu u filmu strave i užasa na esperantu, Incubus.

## Smrt
Barbara Ann Thomason, tadašnja supruga glumca Mickeya Rooneya, započinje ljubavnu vezu s Miloševićem. Njih dvoje su pronađeni mrtvi u Rooneyevoj kući u Los Angelesu 1966. Rezultati istrage potvrdili su da je MIlošević ubio Thomasonovu s Rooneyevim revolverom kalibra .38 a zatim počinio samoubojstvo. Rezultati istrage prouzročili su glasine da su oboje ubijeni zbog osvete što su bili u ljubavnoj vezi.

## Vanjske poveznice
- Miloš Milosević u internetskoj bazi filmova IMDb-u (engl.)
- Cara Jepson, Curse of the "Incubus" Salon.com (May 3, 2000)